# Il dormiglione
Il dormiglione (Sleeper) è un film commedia fantascientifica di Woody Allen del 1973.
Nel 2000 l'AFI lo ha inserito all'ottantesimo posto nella classifica delle migliori cento commedie americane di tutti i tempi.

## Trama
Anno 2173, nel parallelo centrale della costellazione americana corrispondente agli ex Stati Uniti d'America, ormai distrutti da una guerra atomica e divenuti uno stato poliziesco in mano a un unico leader. Il corpo di un uomo, Miles Monroe, vissuto nel 1973, proprietario di un ristorante vegetariano e clarinettista jazz, viene risvegliato da un gruppo di medici dallo stato di ibernazione in cui era stato messo 200 anni prima dopo un'operazione chirurgica finita male. In quanto privo di identità e non schedato, deve indagare sul progetto Ires, ideato per debellare la resistenza al regime dittatoriale del leader.
Costretto a nascondersi, prende le sembianze di un robot al servizio di Luna, una poetessa che, avendolo scoperto, lo denuncia alla polizia. Miles subisce la riprogrammazione del cervello e il processo di riadattamento, mentre Luna, anch'essa candidata alla riprogrammazione, fugge e con l'aiuto della resistenza lo libera facendogli riacquistare la memoria. Per evitare che il dittatore, ucciso in un attentato, venga clonato, Miles e Luna ne ruberanno il naso, unica parte anatomica rimasta.

## Produzione
L'intenzione iniziale di Woody Allen era girare un grande kolossal comico della durata di oltre tre ore e con un budget tanto costoso quanto quello delle grosse produzioni hollywoodiane del genere. La prima metà del film sarebbe stata ambientata nel 1973, finché il protagonista non fosse finito ibernato per poi risvegliarsi nel 2173 dopo l'intervallo. Pur avendo già ottenuto l'approvazione dei produttori e firmato il contratto, Allen non fu in grado di trovare uno sviluppo dell'intreccio che lo soddisfacesse, così decise di riprendere l'idea dell'uomo che si risveglia nel futuro per scrivere una commedia di normale durata che fosse più simile ai suoi film precedenti.

## Distribuzione
Il film è uscito nei cinema americani il 17 dicembre 1973. In Italia la pellicola è stata distribuita nelle sale cinematografiche a partire dal 15 marzo 1974.

## Citazioni e riferimenti
Nel tentativo di sapere qualcosa in più della sua epoca a Miles vengono mostrate delle foto e dei filmati tra cui immagini di Iosif Stalin, Henry Kissinger, Richard Nixon, Fiorello La Guardia, Billy Graham, Charles de Gaulle (del quale dice che si trattava di un famoso chef) e anche il paginone centrale di Playboy del numero del novembre 1972, il più venduto nella storia della rivista con più di 7 100 000 copie; esso, raffigurante la playmate svedese Lenna Sjööblom, divenne in seguito un'immagine standard per il collaudo degli algoritmi di elaborazione delle immagini; l'immagine è nota nel settore col nomignolo di Lenna (o Lena).